# Гаури (ракета)
«Гаури» (урду غوری‎) — пакистанская баллистическая ракета средней дальности. Является модификацией ракеты «Хатф-V», способна нести ядерный заряд. По заявлению пакистанской стороны, имеет радиус действия 1300 км.
1 февраля 2008 года Пакистан провёл успешные испытания новой версии ракеты. Место запуска и падения ракеты держится в секрете. За запуском наблюдал президент страны Первез Мушарраф, главнокомандующий пакистанской армии и ряд других должностных лиц.

## Эксплуатация
Первый испытательный пуск «Гаури» был выполнен 6 апреля 1998 года на полигоне Тилла возле Джелам, в 76 милях южнее столицы Исламабад.
Сообщалось, что ракета поразила назначенную цель в пустыне провинции Белуджистан. Позднее некоторые источники сообщали, что первый пуск не был успешным и ракета сгорела при входе в плотные слои атмосферы.
Последующие пуски проводились в декабре 2010 и ноябре 2012 года. Ноябрьский пуск 2012 года был выполнен стратегической ракетной группой Командования армейских стратегических сил. Испытательный пуск отслеживался новым Комплексом стратегического командования и поддержки управления (SCCSS) и считается, что целью пуска было испытание SCCSS, а не собственно ракеты.

## Тактико-технические характеристики
- Количество ступеней: одноступенчатая
- Длина: 15,90 м
- Диаметр: 1,35 м
- Масса: 15850 кг
- Дальность: 1300 км
- Двигательная установка: жидкостная

## Операторы
- Пакистан — около 30 единиц Гаури и Гаури-2, по состоянию на 2018 год[4].